# Bristol (Virginie)
Pour les articles homonymes, voir Bristol.
Bristol est une ville indépendante de Virginie, aux États-Unis.
Bristol ne forme qu'une seule ville avec sa jumelle Bristol (Tennessee), dont elle n'est séparée que par la frontière administrative Tennessee/Virginie, qui longe la rue principale de leur centre-ville commun : State Street. 
Sa population était de 17 835 habitants en 2010.

## Géographie

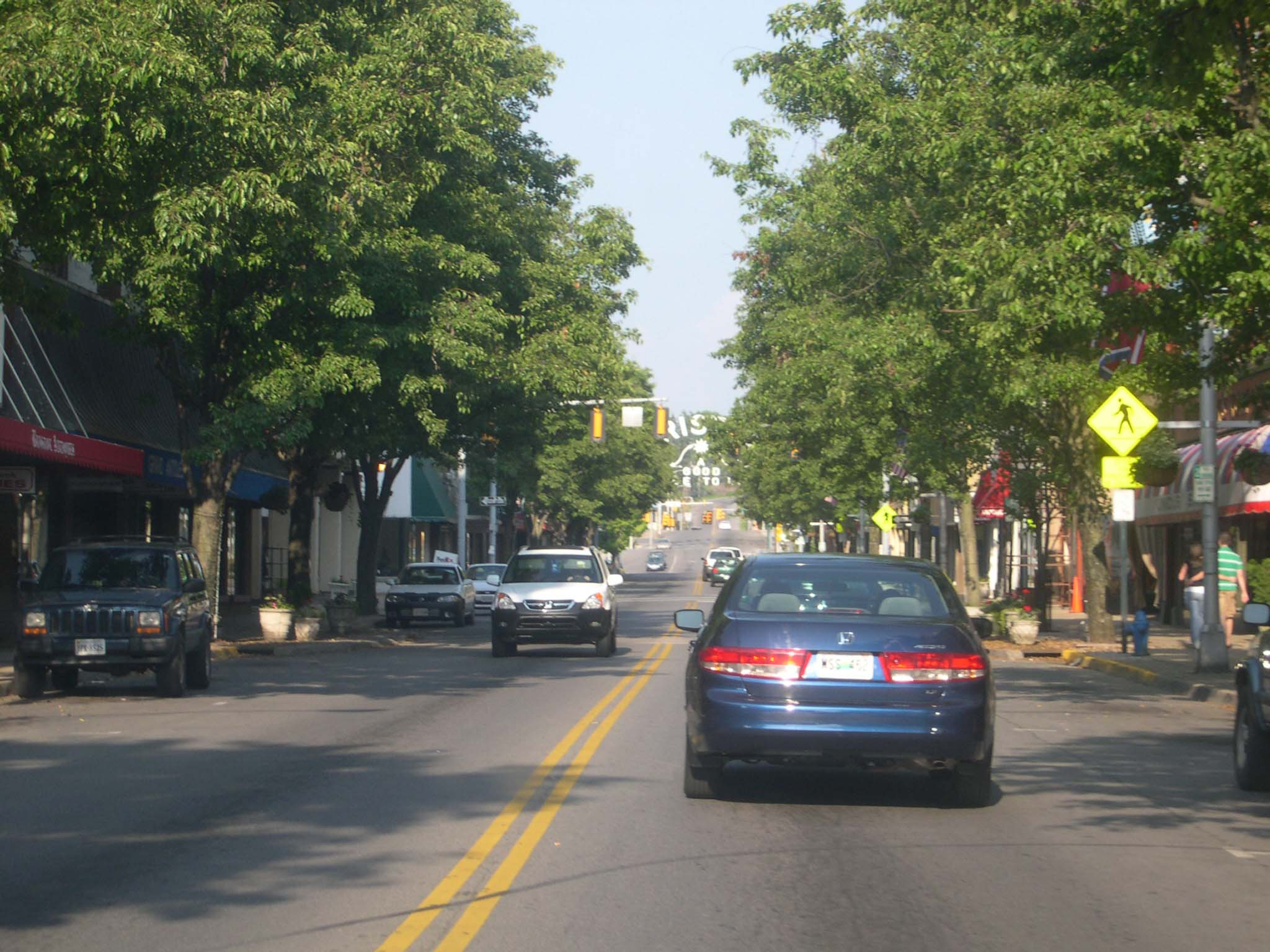
La State Street, qui sépare Bristol-Virginie (à gauche) de Bristol-Tennessee (à droite).

## Démographie
| Groupe            | Bristol | Virginie | États-Unis |
| ----------------- | ------- | -------- | ---------- |
| Blancs            | 90,9    | 68,6     | 72,4       |
| Afro-Américains   | 5,7     | 19,4     | 12,6       |
| Métis             | 1,9     | 2,9      | 2,9        |
| Asiatiques        | 0,7     | 5,5      | 4,8        |
| Autres            | 0,5     | 3,3      | 6,4        |
| Amérindiens       | 0,3     | 0,4      | 0,9        |
| Total             | 100     | 100      | 100        |
|                   |         |          |            |
| Latino-Américains | 1,2     | 7,9      | 16,7       |

Selon l'American Community Survey, pour la période 2011-2015, 96,39 % de la population âgée de plus de 5 ans déclare parler l'anglais à la maison, 2,18 % déclare parler l'espagnol, 0,82 % une langue chinoise et 0,60 % une autre langue.